# Rondedans

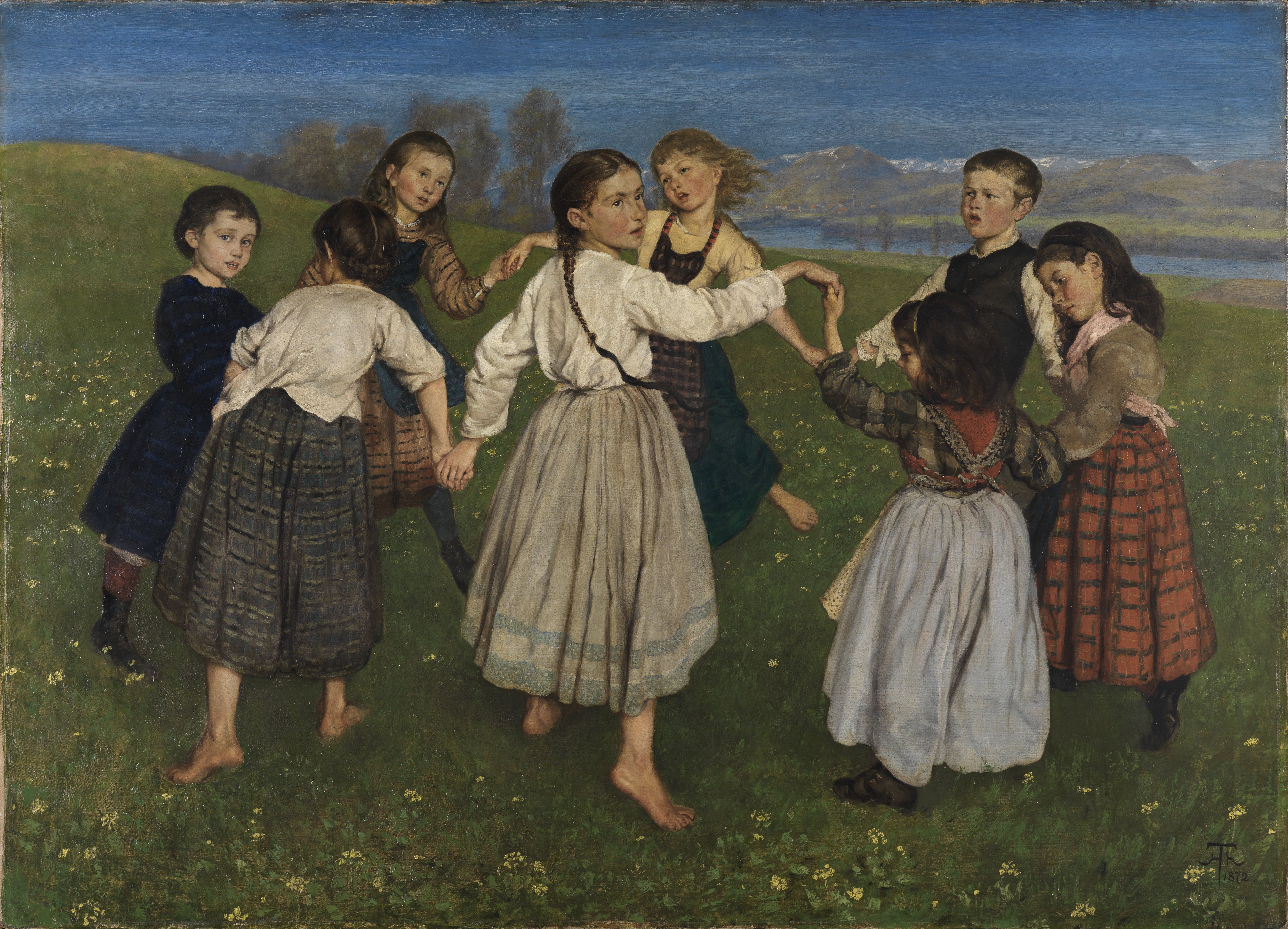
Der Kinderreigen (Hans Thoma, 1884)

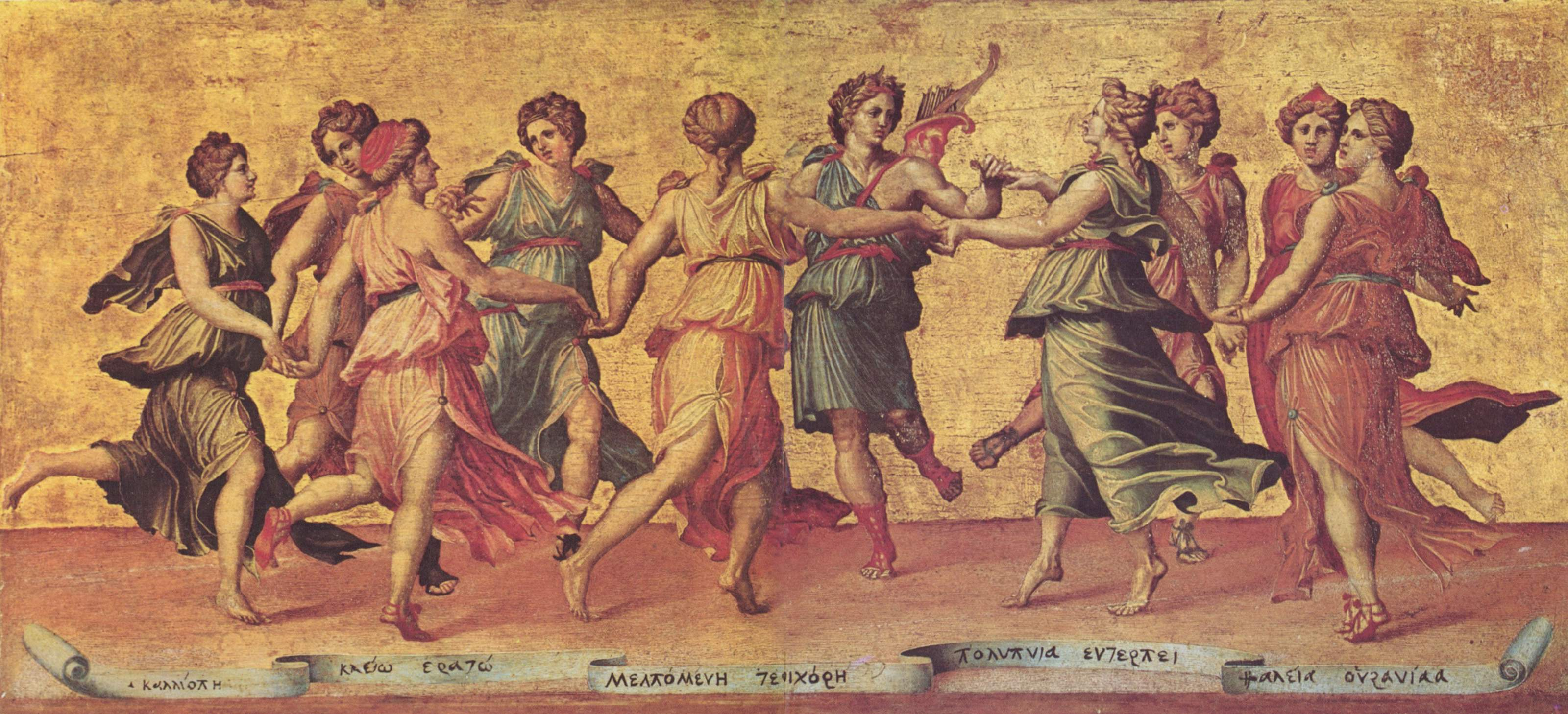
De dans van Apollo met de muzen (Giulio Romano, ca. 1540)

Een rondedans is een in een kring van mensen uitgevoerde volksdans, ook wel kringdans genoemd.
Voorbeelden van rondedansen zijn:
- de reidans
- de Bretoense Plinn
- de Bretoense Kost ar c'hoat

Ook bijen dansen een rondedans (zie Bijendans).

## Zie ook

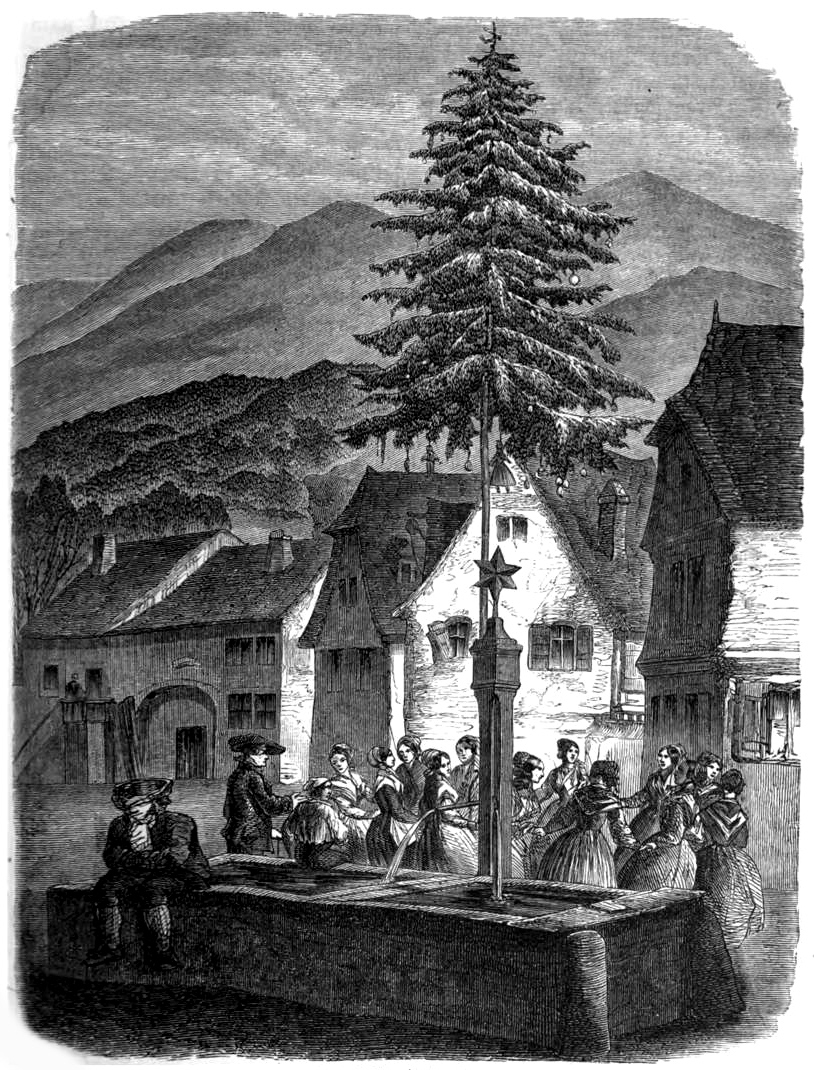
Een rondedans tijdens nieuwjaarsdag in de Vogezen, Das festliche Jahr in Sitten, Gebräuchen und Festen der germanischen Völker, 1863